# Launaea
Genre
Launaea  est un genre de plantes à fleurs de la famille des astéracées. 

## Liste des espèces
Selon Catalogue of Life (17 janvier 2018) :
- Launaea acanthodes (Boiss.) O. Kuntze
- Launaea acaulis (Hook. fil.) Babc. ex Kerr
- Launaea almahrahensis N. Kilian
- Launaea amal-aminiae N. Kilian
- Launaea angolensis N. Kilian
- Launaea angustifolia (Desf.) O. Kuntze
- Launaea arborescens (Batt.) Murb.
- Launaea aspleniifolia (Willd.) Hook. fil.
- Launaea benadirensis Chiov.
- Launaea bornmuelleri (Hausskn. ex Bornm.) Bornm.
- Launaea brunneri (Webb) Amin ex Boulos
- Launaea cabrae (De Wild.) N. Kilian
- Launaea capitata (Spreng.) Dandy
- Launaea castanosperma F. G. Davies
- Launaea cervicornis (Boiss.) Font Quer & Rothm.
- Launaea cornuta (Hochst. ex Oliv. & Hiern) C. Jeffrey
- Launaea crassifolia (Balf. fil.) C. Jeffr.
- Launaea crepoides Balf. fil.
- Launaea fragilis (Asso) Pau
- Launaea gorgadensis (Bolle) N. Kilian
- Launaea hafunensis Chiov.
- Launaea intybacea (Jacq.) Beauv.
- Launaea korovinii (M. Popov) M. Popov ex Pavlov
- Launaea lackii N. Kilian
- Launaea lanifera Pau
- Launaea massavensis (Fresen.) Sch. Bip. ex O. Kuntze
- Launaea microcephala Hook. fil.
- Launaea mucronata (Forsk.) Muschl.
- Launaea nana (Bak.) Chiov.
- Launaea nudicaulis (L.) Hook. fil.
- Launaea oligocephala (Hausskn. & Bornm. ex Bornm.) Bornm.
- Launaea omanensis N. Kilian
- Launaea petitiana (A. Rich.) N. Kilian
- Launaea picridioides (Webb) B.L. Rob.
- Launaea platyphylla Rech. fil.
- Launaea polydichotoma (Ostenf) Amin ex N. Kilian
- Launaea procumbens (Roxb.) Amin
- Launaea pseudoabyssinica (Chiov.) N. Kilian
- Launaea pumila (Cav.) O. Kuntze
- Launaea quercifolia (Desf.) Pamp.
- Launaea quettaensis N. Kilian
- Launaea rarifolia (Oliv. & Hiern) Boulos
- Launaea remotiflora (DC. ex Wight) Amin ex Rech. fil.
- Launaea rhynchocarpa (Balf. fil.) B. Mies
- Launaea rogersii (Humbert) Humbert & Boulos
- Launaea rueppellii (Sch. Bip.) Amin ex Boulos
- Launaea sarmentosa (Willd.) Sch. Bip. ex Kuntze
- Launaea secunda (Royle ex C. B. Cl.) Hook. fil.
- Launaea socotrana N. Kilian
- Launaea spinosa (Forsk.) Sch. Bip. ex O. Kuntze
- Launaea stenocephala (Boiss.) Kuntze
- Launaea stocksiana (Boiss.) Kuntze
- Launaea taraxacifolia (Willd.) Amin ex C. Jeffrey
- Launaea thalassica N. Kilian, C. Brochmann & ø.H. Rustan
- Launaea viminea (Batt.) Maire
- Launaea violacea (O. Hoffm.) Boulos